# Пиримидин
Пиримидин (C4N2H4, 1,3- или м-диазин, миазин) — гетероциклическое соединение, имеющее плоскую молекулу, простейший представитель 1,3-диазинов.

## Физические свойства
Пиримидин — бесцветные кристаллы или жидкость с характерным запахом.
| Производные пиримидина | Температура плавления, °C | Температура кипения, °C |
| ---------------------- | ------------------------- | ----------------------- |
| Пиримидин              | 21                        | 124                     |
| Сульфат пиримидина     | 95                        |                         |
| Нитрат пиримидина      | 135                       |                         |
| Пикрат                 | 156                       |                         |
| Перхлорат              | 192°                      |                         |

## Химические свойства
Молекулярная масса пиримидина 80,09 г/моль.
Пиримидин проявляет свойства слабого двукислотного основания, так как атомы азота могут присоединять протоны за счет донорно-акцепторной связи, приобретая при этом положительный заряд.
Реакционная способность в реакциях электрофильного замещения у пиримидина снижена из-за снижения электронной плотности в положениях 2,4,6, вызванного наличием двух атомов азота в цикле. Так, пиримидин не нитруется и не сульфируется, однако в виде соли бромируется в положение 5.
Электрофильное замещение становится возможным только при наличии электронодонорных заместителей и направляется в наименее дезактивированное положение 5.
Под действием алкилирующих агентов (алкилгалогениды, борфторид триэтилоксония) пиримидин образует четвертичные N-пиридиниевые соли, при действии перекиси водорода и надкислот образует N-оксид.
Реакции пиримидина с азотными нуклеофилами зачастую сопровождаются раскрытием кольца с дальнейшей рециклизацией: так, в жестких условиях при взаимодействии с гидразином, пиримидин образует пиразол, при взаимодействии с метиламином — 3-этил-5-метилпиридин.
Пониженная электронная плотность кольца приводит к тому, что пиримидин активен по отношению к нуклеофильным реагентам, которые атакуют 2-, 4- и 6- атомы углерода цикла.
Так, литийорганические соединения и реактивы Гриньяра присоединяются к пиримидину с образованием 4-замещенных 3,4-дигидропиримидинов.

## Получение
Пиримидин получают восстановлением галогенизированых пиримидиновых производных. Или из 2,4,6-трихлор пиримидина, получаемого обработкой барбитуровой кислоты хлороксидом фосфора.

## Производные
Производные пиримидина широко распространены в живой природе, где участвуют во многих важных биологических процессах. В частности, такие производные как цитозин, тимин, урацил входят в состав нуклеотидов, являющихся структурными единицами нуклеиновых кислот, пиримидиновое ядро входит в состав некоторых витаминов группы B, в частности B1, коферментов и антибиотиков.

Структурная формула цитозина
Структурная формула тимина
Структурная формула урацила

Пиримидиновая структура — как ароматическая, так и гидрированная, входит в состав многих биологически активных веществ и лекарственных препаратов — например, барбитуратов — производных 1,3,5-тригидроксипиридина, обладающих снотворным, противосудорожным и наркотическим действием.